# Еліца Янкова
Еліца Атанасова Янкова (болг. Елица Атанасова Янкова; нар. 18 вересня 1994, Варна) — болгарська борчиня вільного стилю, бронзова призерка чемпіонату Європи, срібна призерка Європейських ігор, бронзова призерка Олімпійських ігор.

## Біографія
Боротьбою почала займатися з 2008 року у підлітковому віці. Її першим тренером був Наско Симеонов. Мати була категорично проти цих занять, але батько доньку підтримував. Виступала за команду «Чорний сокіл» з Варни, згодом переїхала до Софії і стала боротися за команду «Левські» під керівництвом тренера Петара Касабова. Після закінчення спортивної школи продовжила навчання Пловдивському університеті за спеціальністю «Початкове навчання».
На своєму першому головному чемпіонаті — Європи для кадетів у Варшаві в 2011 році, Еліца залишається за крок від медалей — п'яте місце. Однак за два роки, у 2013 році вона робить фурор, вигравши титул чемпіона світу серед юніорів вдома, на чемпіонаті світу в Софії. Того ж року здобула срібло в тій же віковій категорії на чемпіонаті Європи в Скоп'є, а ще через рік на цих же змаганнях в м. Катовиці отримала бронзову нагороду.
Перший серйозний успіх на дорослому рівні прийшов у 2015 році, коли вона стала срібною призеркою перших Європейських ігор в Баку. Наступного року на чемпіонаті Європи в Ризі здобула бронзову нагороду. 17 серпня 2016 року увійшла в історію болгарського спорту, вигравши для країни першу медаль на Олімпійських іграх в Ріо-де-Жанейро. Вона стала третьою в змаганнях з вільної боротьби в категорії 48 кг. Єдиної поразки зазнала у півфіналі від львів'янки, що представляла Азербайджан, Марії Стадник. У сутичці за бронзову нагороду в рівному поєдинку була трохи кращою за Патрісію Бермудес з Аргентини.

## Спортивні результати на міжнародних змаганнях

### Виступи на Олімпіадах
| Змагання                    | Збірна   | Вагова категорія          | Місце  |
| --------------------------- | -------- | ------------------------- | ------ |
| Літні Олімпійські ігри 2016 | Болгарія | жіноча боротьба, до 48 кг | Бронза |

### Виступи на Чемпіонатах світу
| Змагання                        | Збірна   | Вагова категорія          | Місце |
| ------------------------------- | -------- | ------------------------- | ----- |
| Чемпіонат світу з боротьби 2013 | Болгарія | жіноча боротьба, до 48 кг | 26    |
| Чемпіонат світу з боротьби 2015 | Болгарія | жіноча боротьба, до 48 кг | 15    |

### Виступи на Чемпіонатах Європи
| Змагання                         | Збірна   | Вагова категорія          | Місце  |
| -------------------------------- | -------- | ------------------------- | ------ |
| Чемпіонат Європи з боротьби 2012 | Болгарія | жіноча боротьба, до 48 кг | 10     |
| Чемпіонат Європи з боротьби 2013 | Болгарія | жіноча боротьба, до 48 кг | 7      |
| Чемпіонат Європи з боротьби 2014 | Болгарія | жіноча боротьба, до 48 кг | 13     |
| Чемпіонат Європи з боротьби 2016 | Болгарія | жіноча боротьба, до 48 кг | Бронза |

### Виступи на Європейських іграх
| Змагання              | Збірна   | Вагова категорія          | Місце  |
| --------------------- | -------- | ------------------------- | ------ |
| Європейські ігри 2015 | Болгарія | жіноча боротьба, до 48 кг | Срібло |

### Виступи на інших змаганнях
| Змагання                                                        | Збірна   | Вагова категорія          | Місце  |
| --------------------------------------------------------------- | -------- | ------------------------- | ------ |
| Турнір Дана Колова — Николи Петрова 2012                        | Болгарія | жіноча боротьба, до 48 кг | 13     |
| Олімпійський кваліфікаційний турнір з боротьби 2012 (Софія)     | Болгарія | жіноча боротьба, до 48 кг | 10     |
| Олімпійський кваліфікаційний турнір з боротьби 2012 (Гельсінкі) | Болгарія | жіноча боротьба, до 48 кг | 14     |
| Турнір Дана Колова — Николи Петрова 2013                        | Болгарія | жіноча боротьба, до 48 кг | 5      |
| Турнір Дана Колова — Николи Петрова 2014                        | Болгарія | жіноча боротьба, до 48 кг | Срібло |
| Klippan Lady Open 2014                                          | Болгарія | жіноча боротьба, до 48 кг | 5      |
| Вогні Москви 2014                                               | Болгарія | жіноча боротьба, до 53 кг | 6      |
| Міжнародний меморіал Дейва Шульца 2015                          | Болгарія | жіноча боротьба, до 48 кг | 4      |
| Відкритий чемпіонат Польщі з боротьби 2015                      | Болгарія | жіноча боротьба, до 48 кг | Бронза |
| Олімпійський кваліфікаційний турнір з боротьби 2016 (Зренянин)  | Болгарія | жіноча боротьба, до 48 кг | Золото |
| Гран-прі Іспанії з боротьби 2016                                | Болгарія | жіноча боротьба, до 48 кг | 7      |
| Pro Wrestling League 2017                                       | Болгарія | команда                   | 6      |
| Відкритий чемпіонат Польщі з боротьби 2017                      | Болгарія | жіноча боротьба, до 48 кг | 7      |
| Гран-прі Іспанії з боротьби 2017                                | Болгарія | жіноча боротьба, до 48 кг | Бронза |
| Турнір Дана Колова — Николи Петрова 2019                        | Болгарія | жіноча боротьба, до 50 кг | 19     |

### Виступи на змаганнях молодших вікових груп
| Змагання                                       | Збірна   | Вагова категорія          | Місце  |
| ---------------------------------------------- | -------- | ------------------------- | ------ |
| Чемпіонат Європи з боротьби серед юніорів 2011 | Болгарія | жіноча боротьба, до 51 кг | 12     |
| Чемпіонат Європи з боротьби серед юніорів 2012 | Болгарія | жіноча боротьба, до 48 кг | 5      |
| Чемпіонат світу з боротьби серед юніорів 2012  | Болгарія | жіноча боротьба, до 48 кг | 16     |
| Чемпіонат Європи з боротьби серед юніорів 2013 | Болгарія | жіноча боротьба, до 48 кг | Срібло |
| Чемпіонат світу з боротьби серед юніорів 2013  | Болгарія | жіноча боротьба, до 48 кг | Золото |
| Чемпіонат Європи з боротьби серед юніорів 2014 | Болгарія | жіноча боротьба, до 48 кг | Бронза |
| Чемпіонат світу з боротьби серед юніорів 2014  | Болгарія | жіноча боротьба, до 48 кг | 12     |
| Чемпіонат Європи з боротьби серед кадетів 2011 | Болгарія | жіноча боротьба, до 49 кг | 5      |
| Чемпіонат світу з боротьби серед кадетів 2011  | Болгарія | жіноча боротьба, до 49 кг | 11     |